# Brunettia pendleburyi
Brunettia pendleburyi är en tvåvingeart som beskrevs av Satchell 1958. Brunettia pendleburyi ingår i släktet Brunettia och familjen fjärilsmyggor. Inga underarter finns listade i Catalogue of Life.